# 21426 Davidbauer
21426 Davidbauer è un asteroide della fascia principale. Scoperto nel 1998, presenta un'orbita caratterizzata da un semiasse maggiore pari a 2,3210209 UA e da un'eccentricità di 0,1451644, inclinata di 9,38248° rispetto all'eclittica.